# 丹尼·沃德 (1990年)
丹尼尔·卡尔·沃德（英語：Daniel Carl Ward；1990年12月9日—）是英格兰足球运动员，司职前锋，现時效力英冠球會哈特斯菲。

## 生平

### 俱乐部
沃德2005年-2007年曾在利兹联接受青训，2007年转投博尔顿。
2009年8月15日，沃德在博尔顿主场0比1输给桑德兰的比赛第83分钟替补埃尔曼德出场，第一次代表博尔顿比赛。11月26日，他被租借到英甲球队斯文登一个月，由於表現出色，獲延長借用至球季結束，期間上陣32場及射入9球，包括附加賽準決賽兩回合對各射入1球，並在互射十二碼射入決勝球將球隊帶入決賽，惟決賽在溫布萊球場0-1不敵而失去升班機會。
2010年9月7日沃德與保頓簽署三年新約，9月10日獲外借到英冠球會高雲地利至翌年1月。10月14日為高雲地利上陣6場後，被送返保頓動手術治療腹股沟疝，預計需休養1個月。
2011年3月15日沃德被外借到英甲球會哈德斯菲爾德直到球季結束，於當晚作客1-0擊敗賓福特下半場後補上陣。期間協助球隊晉級升班附加賽決賽，上陣10場射入4球。
2011年7月11日沃德正式轉投哈德斯菲爾德，簽約三年，並有一年優先，轉會費沒有透露。

## 外部連結
- BWFC Profile
- 足球数据库：丹尼尔·沃德的球员统计数据